# Iklanberény
Iklanberény là một thị trấn thuộc hạt Vas, Hungary. Thị trấn này có diện tích 2,96 km², dân số năm 2010 là 32 người, mật độ 11 người/km².